# Steven Chu
Steven Chu (tên tiếng Trung: 朱棣文, pinyin: Zhū Dìwén; Chu Lệ Văn) sinh ngày 28 tháng 2 năm 1948) là một nhà vật lý người Mỹ và hiện là Bộ trưởng Năng lượng thứ 12 của quốc gia này. Tiến sĩ Châu được biết đến với nghiên cứu trong việc làm lạnh hạt nguyên tử bằng cách dùng ánh sáng laser, công trình này đã giúp ông dành giải Nobel vật lý năm 1997 cùng với Claude Cohen-Tannoudji và William Daniel Phillips. Khi được bổ nhiệm làm bộ trưởng bộ năng lượng, ông đang là giáo sư vật lý và sinh học phân tử và tế bào tại Đại học California, Berkeley và là giám đốc của phòng thí nghiệm quốc gia Lawrence Berkeley. Ông là người ủng hộ việc nghiên cứu các loại năng lượng thay thế và năng lượng nguyên tử, ông cho rằng việc chuyển dần từ việc sử dụng nhiên liệu hóa thạch sang các loại năng lượng mới là cần thiết trong việc đối phó với sự nóng lên của Trái Đất.

## Tiểu sử
Steven Chu sinh ra trong một gia đình người Mỹ gốc Hoa nguyên quán từ Thái Thương, Giang Tô tại St. Louis, Missouri và tốt nghiệp Trường trung học Garden City tại New York. Ông nhận bằng cử nhân năm 1970 từ Đại học Rochester và bằng tiến sĩ từ Đại học California tại Berkeley năm 1976, trong lúc nhận học bổng nghiên cứu từ Tổ chức Khoa học Quốc gia (National Science Foundation).
Ông đến từ một gia đình có truyền thống trí thức. Cha ông nhận bằng kỹ sư hóa chất từ Học viện Công nghệ Massachusetts (MIT) và từng giảng dạy tại Đại học Washington tại St. Louis và Viện Bách khoa Brooklyn, trong khi mẹ ông nghiên cứu về kinh tế. Ông ngoại ông nhận bằng kỹ sư xây dựng công trình từ Đại học Cornell trong khi nhà vật lý học Lý Thư Hoa là chú của mẹ ông. Anh của ông, Châu Trúc Văn, cũng là một giáo sư y khoa và sinh hóa tại Đại học Stanford và em trai ông Châu Khâm Văn là một luật sư tại Irell & Manella LLP. Theo Châu, hai người anh em ruột và bốn người anh em họ của ông có cả thảy 3 bằng bác sĩ và 4 bằng tiến sĩ, và một bằng luật sư. Năm 1997, ông kết hôn Jean Fetter, một nhà vật lý người Mỹ gốc Anh. Ông có hai người con trai tên là Geoffrey và Michael từ một cuộc hôn nhân trước đây với Lisa Chu-Thielbar.
Ngoài các nghiên cứu khoa học, ông còn tham gia trong một số môn thể thao như bóng chày, bơi lội, và chạy xe đạp. Ông tự học quần vợt bằng cách đọc sách hướng dẫn vào năm học lớp 8, và làm người thay thế cho đội trường trong ba năm liền. Ông nói ông chưa bao giờ học nói tiếng Trung vì cha mẹ ông nói chuyện với con cái bằng tiếng Anh, nhưng vào năm 1997 ông cho biết ông đang học tiếng Quan thoại và tin rằng trong vòng 6 tháng ở Trung Hoa thì ông sẽ nói lưu loát ngôn ngữ này.